# Discreet Music
Discreet Music är ett musikalbum av Brian Eno som släpptes 1975. Albumet var det första som lanserades under hans hela namn "Brian Eno", tidigare hade hans skivor släpptes med artistnamnet "Eno". Skivan anses[källa behövs] vara en av de viktigaste i utvecklingen av musikstilen ambient, men blev ingen kommersiell framgång på sin tid. Eno fick inspiration till skivan då han efter en olycka var sängliggande. Han hade fått en musikskiva med harpmusik[källa behövs] som han med stor möda satte igång på grammofonen. Men han glömde ställa in volymen som var mycket lågt inställd vilket ledde till att han fick koncentrera sig noga då han lyssnade eftersom han inte orkade ta sig upp ur sängen igen[källa behövs]. Skivans titelstycke var ursprungligen tänkt att användas av gitarristen Robert Fripp som bakgrundsspår att improvisera till under konserter.

## Låtlista
1. "Discreet Music" - 31:35
2. "Fullness of Wind" - 9:57
3. "French Catalogues" - 5:18
4. "Brutal Ardour" - 8:17